# Christoph Graf
Christoph Graf Col (n. Pfaffnau, Suiza, 5 de septiembre de 1961) es un militar suizo.
Actualmente desde el 7 de febrero de 2015, es el nuevo 35.º Comandante de la Guardia Suiza Pontificia.
Está casado con una italiana y es padre de dos hijos.

## Biografía
Nacido en la comuna de Pfaffnau del Cantón de Lucerna, el día 5 de septiembre de 1961.
De joven hizo el servicio miliar en las Fuerzas Armadas Suizas y posteriormente realizó su formación jurídica.
Estuvo durante unos años trabajando como responsable en el Servicio Postal de Suiza ("Swiss Post").
En el año 1987 se trasladó a Roma y se unió como alabardero a la Guardia Suiza Pontificia, donde empezó a hacer carrera y es uno de los pocos oficiales de este pequeño cuerpo militar.
Ya en el mes de agosto de 1999 fue ascendido por primera vez al rango de Sargento y un año más tarde fue ascendido a Sargento Mayor, posición que mantuvo hasta abril de 2009 que pasó ser Capitán Segundo e instructor de reclutas.
En octubre de 2010, el papa Benedicto XVI lo nombró Teniente Coronel y Vice-Comandante, donde también actuó como Jefe de gabinete, responsable de exterior y primer asesor del comandante.
A finales de 2014, se anunció públicamente que Daniel Rudolf Anrig sería cesado del cargo de comandante de la guardia después de un total de siete años al servicio por el motivo de ser demasiado estricto. Y en su sucesión, actualmente desde el día 7 de febrero de 2015 tras haber sido nombrado por el papa Francisco, es el nuevo 35.º Comandante de la Guardia Suiza Pontificia.

## Condecoraciones
| Distinción                                                | Período             | Lugar               | Otorgado por |
| --------------------------------------------------------- | ------------------- | ------------------- | ------------ |
| Comendador de la Orden al Mérito de la República Italiana | 18 de abril de 2015 | Italia              | Matteo Renzi |
| Comendador con Placa de la Orden de San Silvestre         | ¿?                  | Ciudad del Vaticano | Francisco    |